# Stand Up, Stand Up
Stand Up Stand Up, eller SUSU, är det amerikanska indie/pop/rock-bandet Hansons EP-album som kom ut 2009. EP betyder att CD:n är under 30 minuter lång, alltså inte ett äkta album.

## Låtlista
1. "These Walls" acoustic – 3:41
2. "Carry you there" acoustic – 4:30
3. "Use me up" acoustic – 3:51
4. "Waiting for this" acoustic - 3:11
5. "World's on fire" - 4:46